# Забърдени (дем Хрупища)
 Тази статия е за костурското село.  За леринското вижте Забърдени (дем Лерин).  
Забъ̀рден или Забъ̀рдени (на гръцки: Μελάνθιο, Мелантио, катаревуса: Μελάνθιον, Мелантион, до 1927 година Ζαμπύρδενη, Забирдени) е село в Егейска Македония, Гърция, дем Хрупища на област Западна Македония.

## География
Селото се намира на 16 километра югозападно от демовия център Хрупища (Аргос Орестико) и на 8 километра югоизточно от Нестрам (Несторио), в северните поли на Одре (Одрия) на левия бряг на река Галешово. В селото се намира Забърденският манастир „Свети Георги“.

## История

### В Османската империя
Селото се споменава в османски дефтер от 1530 година под името Забердани с 63 християнски семейства и едно мюсюлманско.
На Етнографската карта на Битолския вилает на Картографския институт в София от 1901 година Забърден е чисто турско село в Костурската каза на Корчанския санджак с 60 къщи.
В края на XIX век Забърдени е помашко село в Костурска каза на Османската империя, потурчено най-вероятно в немирните години при управлението на Али паша Янински. В статистиката на Васил Кънчов („Македония. Етнография и статистика“) в 1900 година Забърден е показано като село с 300 жители българи мохамедани.
Гръцка статистика от 1905 година отбелязва Забирдени като село с 500 жители турци. Според Георги Константинов Бистрицки Забърдени преди Балканската война има 200 помашки къщи.
Според Георгиос Панайотидис, учител в Цотилската гимназия в 1910 година в Завордени (Ζαβόρδενι) има 100 мюсюлмански българофонски семейства.
На етническата карта на Костурското братство в София от 1940 година, към 1912 година Забърдени е обозначено като турско селище.

### В Гърция
През войната селото е окупирано от гръцки части и остава в Гърция след Междусъюзническата война. Боривое Милоевич пише в 1921 година („Южна Македония“), че Забърдени (Збрдени) има 100 къщи славяни мохамедани.
В 1924 година години мюсюлманските му жители се изселват и на тяхно място са настанени гърци бежанци. В 1928 година селото е изцяло бежанско с 315 жители бежанци от 320 или според други данни със 72 семейства и 309 души гърци бежанци.
През 1927 година селото е прекръстено на Мелантион. Населението произвежда жито, картофи, овошки и кестени.
Селото пострадва от Гражданската война и населението му намалява.
| Година    | 1913 | 1920 | 1928 | 1940 | 1951 | 1961 | 1971 | 1981 | 1991 | 2001 | 2011 | 2021 |
| --------- | ---- | ---- | ---- | ---- | ---- | ---- | ---- | ---- | ---- | ---- | ---- | ---- |
| Население | 579  | 592  | 329  | 567  | 446  | 372  | 240  | 260  | 235  | 218  | 88   | 72   |